# Franz Staudigl

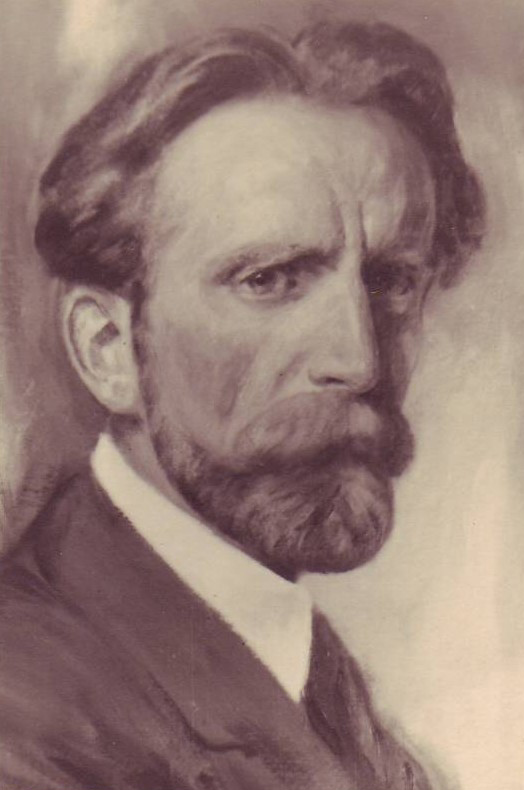
Franz Staudigl

Franz Staudigl (* 27. März 1885 in Wien; † 10. April 1944 in Passau) war ein österreichischer Maler.

## Leben
Er machte 1899–1903 eine Lehre bei der  Genossenschaft der Tapezierer in Wien. 1903 erfolgte sein Eintritt in die Graphische Lehr- und Versuchsanstalt Wien. Von 1904 bis 1910  war er zu Besuch an der Akademie der Bildenden Künste in Wien. 1908 erhielt er ein Landschaftsstipendium der Akademie für eine Reise in den Böhmerwald und Besuch der Stadt Passau. 1912/13 hatte er eine Bekanntschaft mit Ernst Wahliß, dem Besitzer eines großen Porzellanhauses in Wien und erhielt Design-Aufträge für Fayencen und Porzellan. 1914 erfolgte seine Umsiedlung nach Passau, 1920 heiratete er Adolfine Exner, mit der er 1921 eine Reise nach Holland und Norddeutschland zum Besuch der Museen Rotterdam und Haarlem unternahm. Sein Grab befand sich auf dem Ilzstadt-Friedhof (inzwischen aufgelassen) in Passau.

## Stil
Zeitlebens war Franz Staudigl ein eigensinniger Künstler, der sich vorwiegend an den alten Meistern, hier vor allem den großen Niederländern, orientierte und der es stets abgelehnt hatte, von Kritikern auf eine Stilrichtung festgelegt, etwa als Impressionist, bezeichnet zu werden. Angeregt durch Adalbert Stifters „Hochwald“, geprägt durch Reisen nach Böhmen, in die Niederlande und nach Norddeutschland entwickelte er sich zunehmend zum Landschaftszeichner und -maler, schuf daneben aber hervorragende Porträts sowie Gemälde und Illustrationen zu religiösen und literarischen Themen. Passau und Hals, die Landschaft an Donau, Inn und Ilz und der Bayerische Wald waren seine bevorzugten Motive. Daneben setzte er Eindrücke von seinen Reisen, etwa zum Bodensee, künstlerisch um.

## Ausstellungen
- 1919 Ausstellung im Augsburger Kunstverein,
- 1932 Kollektivausstellung in der Galerie Heinemann in München,
- 1949 Ausstellung in der Buch- und Kunsthandlung Luise Schmidt, Passau,
- 1967 Ausstellung in der Galerie Schrag in Nürnberg, gezeigt wurden ca. 70 Öl- und Temperabilder,
- 1974 St. Anna-Kapelle, Passau,
- 1991 Gedächtnisausstellung im Neuen Galeriegebäude des Oberhausmuseums in Passau. Gezeigt wurden ca. 120 Arbeiten in Öl, Tempera, Tusche, Kreide, Rötel und Farbstift.